# Janalee P. Caldwell
Janalee Paige Caldwell (verheiratet Janalee Vitt; * 20. Juli 1942 in Missouri) ist eine US-amerikanische Herpetologin, Regenwaldökologin und Hochschullehrerin.

## Leben
Caldwell wuchs in Oklahoma auf. Ihre Großmutter mütterlicherseits war eine Cherokee. 1964 erwarb sie den Bachelor of Science an der Oklahoma State University und 1967 den Master of Science an der Louisiana State University. 1974 wurde sie unter der Leitung von William E. Duellman mit der Dissertation Tropical Tree Frog communities: Patterns of reproduction, size & utilization of structural habitat zum Ph.D. in Ökologie an der University of Kansas promoviert.
1990 wurde sie Kuratorin für Amphibien am Sam Noble Oklahoma Museum of Natural History und Professorin an der Fakultät für Biologie der University of Oklahoma. Seit 2011 ist sie emeritierte Professorin und Kuratorin. Ihr Forschungsschwerpunkt gilt der Ökologie, dem Verhalten und der Systematik von Amphibien, insbesondere den Baumsteigerfröschen sowie der Familie Aromobatidae. Zusätzlich zu ihren Aufgaben als Kuratorin war sie an der Gestaltung von Museumsausstellungen beteiligt, unterrichtete Studenten und betreute Doktoranden in Master- und Ph.D.-Programmen. Im Jahr 2004 erhielt sie den University of Oklahoma Regents’ Award for Superior Accomplishment in Research & Creative Activity. Von 2001 bis 2002 war sie Präsidentin der Society for the Study of Amphibians & Reptiles.
Caldwell ist Koautorin der dritten Auflage des Lehrbuchs Herpetology: An Introductory Biology of Amphibians & Reptiles, das 2009 in Zusammenarbeit mit ihrem Ehemann, dem Biologen Laurie Vitt, veröffentlicht wurde. Sie arbeitete bei verschiedenen Forschungsprojekten mit US-amerikanischen und brasilianischen Forschern zusammen.

## Dedikationsnamen
James Ray Dixon benannte im Jahr 2000 die Natternart Erythrolamprus janaleeae aus Peru zu Ehren von Janalee P. Caldwell. Marinus S. Hoogmoed und seine Kollegen benannten 2013 die Salamanderart Bolitoglossa caldwellae aus Brasilien nach ihr.

## Erstbeschreibungen von Janalee P. Caldwell
- Adelphobates Grant, Frost, Caldwell, Gagliardo, Haddad, Kok, Means, Noonan, Schargel & Wheeler, 2006
- Adelphobates castaneoticus (Caldwell & Myers, 1990)
- Allobates caeruleodactylus (Lima & Caldwell, 2001)
- Allobates nidicola (Caldwell & Lima, 2003)
- Allobates paleovarzensis Lima, Caldwell, Biavati & Montanarin, 2010
- Allobatinae Grant, Frost, Caldwell, Gagliardo, Haddad, Kok, Means, Noonan, Schargel & Wheeler, 2006
- Ameivula mumbuca (Colli, Caldwell, Costa, Gainsbury, Garda, Mesquita, Filho, Soares, Silva, Valdujo, Vieira, Vitt, Werneck, Wiederhecker & Zatz, 2003)
- Anomaloglossinae Grant, Frost, Caldwell, Gagliardo, Haddad, Kok, Means, Noonan, Schargel & Wheeler, 2006
- Anomaloglossus Grant, Frost, Caldwell, Gagliardo, Haddad, Kok, Means, Noonan, Schargel & Wheeler, 2006
- Aromobatidae Grant, Frost, Caldwell, Gagliardo, Haddad, Kok, Means, Noonan, Schargel & Wheeler, 2006
- Aromobatinae Grant, Frost, Caldwell, Gagliardo, Haddad, Kok, Means, Noonan, Schargel & Wheeler, 2006
- Hyloxalinae Grant, Frost, Caldwell, Gagliardo, Haddad, Kok, Means, Noonan, Schargel & Wheeler, 2006
- Hyloxalus chlorocraspedus (Caldwell, 2005)
- Ranitomeya toraro Brown, Caldwell, Twomey, Melo-Sampaio & Souza, 2011
- Rheobates Grant, Frost, Caldwell, Gagliardo, Haddad, Kok, Means, Noonan, Schargel & Wheeler, 2006
- Rhinella castaneotica (Caldwell, 1991)
- Sarcohyla cembra (Caldwell, 1974)
- Sarcohyla cyanomma (Caldwell, 1974)
- Sarcohyla sabrina (Caldwell, 1974)
- Silverstoneia Grant, Frost, Caldwell, Gagliardo, Haddad, Kok, Means, Noonan, Schargel & Wheeler, 2006